# Lipaza trzustkowa

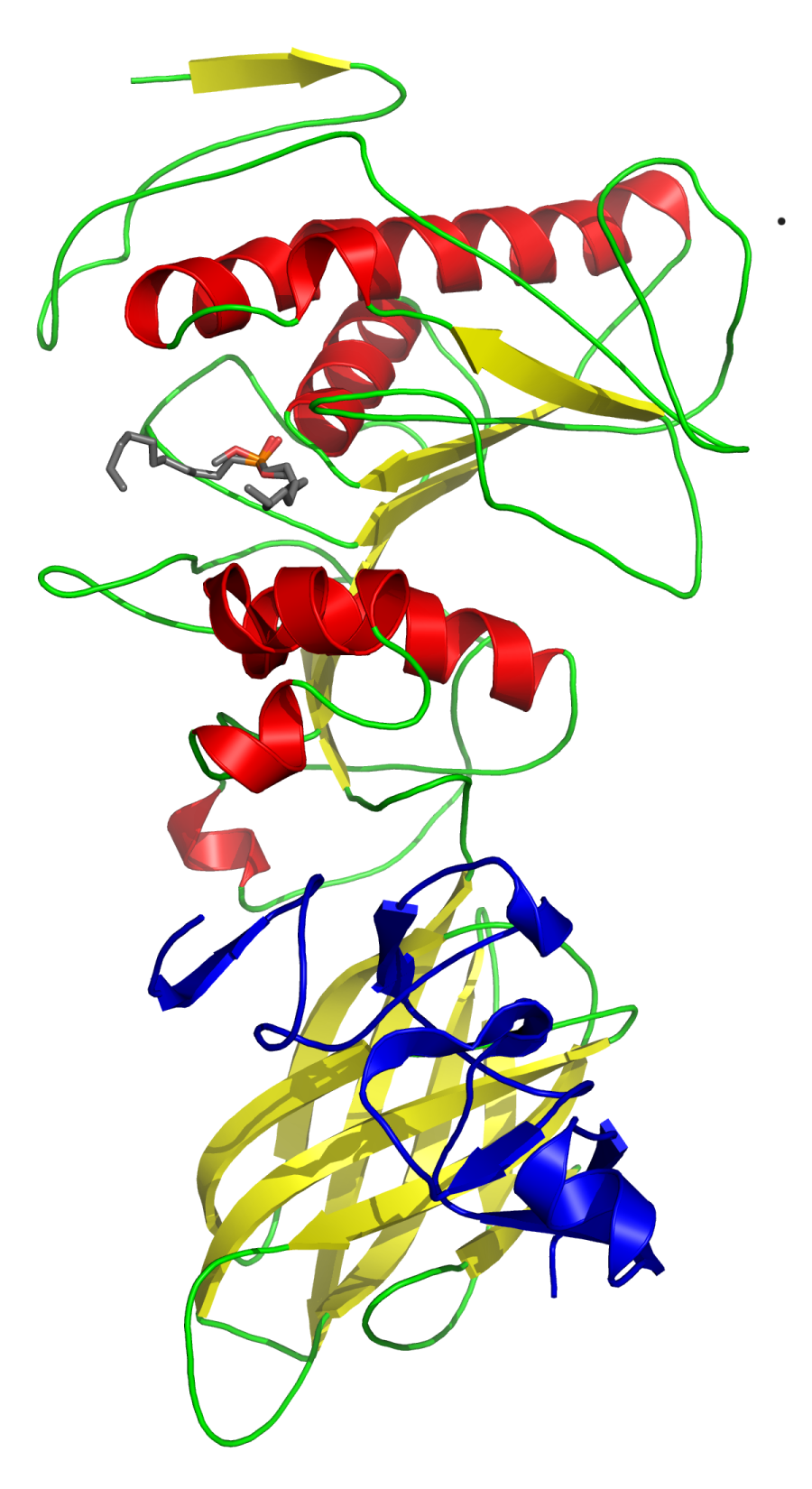
Model struktury lipazy trzustkowej.

Lipaza trzustkowa (EC 3.1.1.3) – enzym odpowiedzialny za hydrolizę triglicerydów do di-, monoglicerydów i kwasów tłuszczowych.
Jest produkowanym w trzustce białkiem rozpuszczalnym w wodzie. Istotną rolę w jej funkcjonowaniu mają sole kwasów żółciowych (które pozwalają na kontakt enzymu rozpuszczonego w wodzie z tłuszczami) i kolipaza (która ochrania ją przed roztworzeniem, wspomaga jej właściwości lipolityczne oraz dostosowuje do kwaśnego środowiska, w którym lipaza ulega inaktywacji).